# Zeltia Montes Muñoz
Zeltia Montes Muñoz (Madrid, 22 de març de 1979) és una compositora espanyola de procedència galega, especialitzada en música per a cine, televisió i documentals.

## Trajectòria
Va començar a estudiar piano als quatre anys, i poc després va entrar al conservatori. Als nou va començar a compondre. Es va graduar en els estudis superios de Professora de Piano i posteriorment de Professora de Solfeig, Teoria musical, Trascripció i Acompanyament al Conservatori Superior de Música de Madrid l’any 2002.
Posteriorment, va estudiar Harmonia i Composició Moderna, Piano Latin i Veu a l'Escola de Música Creativa de Madrid, on va rebre classes de la compositora Eva Gancedo, la qual la va animar a estudiar fora d’Espanya. Consegüentment, l’any 2005 va entrar becada al Berklee College of Music de Boston, on va estudiar amb John Bavicchi, Tom McGah o Dennis Leclaire. L’any 2007 s'hi va graduar "cum laude" especialitzant-se en bandes sonores, i fou escollida compositora de la Berklee Contemporary Symphony Orchestra per a la temporada 2007-2008 i de l’Orquestra de Música Contemporània ALEA III, dirigida per Theodore Antiniou. El 2008 es va traslladar a Los Angeles.
Des d’allií va fer publicitat, curts i documentals de televisió, com per exemple “Miguel Hernández” (2010, per a RTVE). Va estar vivint entre Espanya i Estats Units després de la seua etapa d’estudiant.
El 2008 va compondre la seva primera banda sonora, per la pel·lícula Pradolongo d'Ignacio Vilar, i per la que va guanyar el Premi Jerry Goldsmith, el Premi Mestre Mateo a la millor música original i la Medalla d'Or a l'Excel·lència al Park City Film Music Festival. El 2010 va compondre la banda sonora de Els cap de drap al país on sempre brilla el sol, per la que va guanyar novament el premi Jerry Goldsmith i la Medalla d'Or a l'Excel·lència al Park City Film Music Festival. Al llarg de la seua carrera ha sigut nominada a molts més premis del món de la música audiovisual.

## Obres
| Títol                                                      | Any d'estrena | Director/a              | Premis o nominacions |
| ---------------------------------------------------------- | ------------- | ----------------------- | --- |
| "Pradolongo"                                               | 2008          | Ignacio Vilar           | Millor Banda Sonora i Millor Compositora Novel en els premis Jerry Goldsmith 2008 Millor Banda Sonora Extrangera en els premis Moondance Atlantis 2008 |
| "La tropa de trapo en el pais donde siempre brilla el sol" | 2010          | Alex Colls              | Millor Banda Sonora i Compositora en els Premis Goldsmith 2011 Nominació a millor música clàssica en els premis Hollywood Music in Media 2011 Premi Internacional a millor orquestració en el Garden State Film Festival 2011 Medalla d'or en el 8 Park City Film Festival Millor ús de la música en els Telly Awards 4 nominacions a Goldspirit Awards: millor cancçó original, millor banda sonora espanyola, millor banda sonora d'animació, millor compositora espanyola |
| "Vilamor"                                                  | 2012          | Ignacio Vilar           | Nominació a compositora revelació en els premis IFMCA 2012 Nominació a Millor Álbum de Bandes Sonores i Millor Música Orquestral dels premis Hollywood Music in Media 2012 Nominació a millor cançó original en els premis Jerry Goldsmith 2012 |
| "Rastros de Sándalo"                                       | 2014          | María Ripoll            | Nominació a Millor Música Original en els premis Gaudí 2015 |
| "A Esmorga"                                                | 2014          | Ignació Vilar           | Millor Música Original en els premis Mestre Mateo 2015 Nominació a Millor Banda Sonora Espanyola en els premis MundoBSO 2015 |
| "El silencio del pantano"                                  | 2019          | Marc Vigil              | |
| "Adiós"                                                    | 2019          | Paco Cabezas            | |
| "Uno para todos"                                           | 2020          | David Ilundain          | Nominació a Millor Música en els premis Círculo de Escritores Cinematográficos 2021 |
| "El buen patrón"                                           | 2021          | Fernando Leon de Aranoa | Millor Música Original en els premis Goya 2022 Millor Música en els premis Días de Cine 2022 Nominació a Millor Música Original en els Premis Platino 2022 Nominació a Millor Música en els premis Feroz 2022 |
| "Voy a pasármelo bien"                                     | 2022          | David Serrano           | |
| "Bird Box Barcelona"                                       | 2023          | Álex y David Pastor     | |
| "Mi soledad tiene alas"                                    | 2023          | Mario Casas             | |
| "La vecina de al lado"                                     | 2023          | Jorge S. Pallás         | |
| "La espera"                                                | 2023          | F. Javier Guitiérrez    | |
| "Que nadie duerma"                                         | 2023          | Antonio Méndez Esparza  | Nominació a Millor Música en els premis Feroz 2024 |
| "Nina"                                                     | 2024          | Andrea Jaurrieta        | Premi de la Crítica en el Festival de Málaga 2024 |
| "Salve Maria"                                              | 2024          | Mar Coll                | Secció oficial en el festival de cine de Locarno 2024 Millor Banda Sonora Original en el Silk Road International Film Festival 2024 |
| "Narciso"                                                  | 2024          | Marcelo Martinessi      | |

| Títol                                    | Any  | Director/a                                   | Plataforma on es va emetre |
| ---------------------------------------- | ---- | -------------------------------------------- | -------------------------- |
| "El camino del Cid" (música de cabecera) | 2008 | Francisco Rodríguez Fernández                | RTVE                       |
| "Miguel Hernández" (música de cabecera)  |      |                                              | RTVE                       |
| "Atlánticas"                             | 2018 | Guillermo García López y Pedro González Kühn | RTVE i Orange Series       |
| "Tijuanas" (canción de cabecera)         |      |                                              | Netflix i Univision        |
| "La novia gitana"                        | 2022 | Paco Cabezas                                 | Atresplayer Premium        |
| "La red púrpura"                         | 2023 | Paco Cabezas                                 | Atresplayer Premium        |
| "Honor"                                  |      | Luís Prieto                                  |                            |

| Títol                    | Any d'estrena | Director/a                          | Premis o nominacions |
| ------------------------ | ------------- | ----------------------------------- | --- |
| "Lobos"                  | 2010          | Craig Macneill                      | |
| "Eggbaby"                | 2009          | Nadine Truong                       | |
| "The corse of the apple" | 2011          | Dogan Ercan                         | |
| "Henley"                 | 2011          | Craig Macneill                      | |
| "Max"                    | 2013          | Andrea Bagney                       | |
| "Still dreaming"         | 2015          | Carmen Vidal i Anayansi Díaz-Cortés | |
| "Ways"                   |               | Álex Lora                           | |
| "Más que plata"          | 2018          | Carlos Agulló                       | |
| Streetlights"            | 2017          | Patricia Santana                    | |
| "Pentimento"             | 2020          | José Manuel Carrasco                | Premi a Millor Música de Curtmetratge en el 29 festival de cine de Madrid Roel d'or a la Millor Música Original en el 33 festival de Medina del Campo |

| Títol                    | Any d'estrena | Director/a             | Premis o nominacions                                                                                                |
| ------------------------ | ------------- | ---------------------- | --- |
| "El médico atento"       |               | Raúl Veiga             | Nominació a la Millor Música Original als premis Mestre Mateo 2016                                                  |
| "Frágil equilibrio"      |               | Guillermo García López | Millor Documental en els premis Goya 2017 Nominació a la Millor Cancó en els premis Goya 2017                       |
| "Desenterrando Sad Hill" |               | Guillermo de Oliveira  | Millor BSO Documental en els premis MundoBSO 2018 Nominació a la Millor Pel·lícula Documental dels premis Goya 2019 |

| Títol                            | Any | Formació Instrumental         | Intèrprets                          | Encarregada per                               |
| -------------------------------- | --- | ----------------------------- | ----------------------------------- | --------------------------------------------- |
| "TV hoor meats"                  |     | Oboè i trompeta"              |                                     |                                               |
| "Siesta en Madrid"               |     | Violí, fagot i piano          |                                     |                                               |
| "Sonata per a fagot i piano"     |     | Fagot i piano                 |                                     |                                               |
| "En las musarañas"               |     | Orquestra de cambra           | Orquestra de cambra Alea III        | Orquestra de cambra Alea III                  |
| "Si mis manos pudieran deshojar" |     |                               |                                     | Iberic & Latin American Music Society (ILAMS) |
| "Everything left to feel"        |     | Versió d'orquestra            | Orquestra Simfònica de Galicia      |                                               |
| "Everything left to feel"        |     | Versió d'orquestra de cambra" | Contemporary Performance Collective |                                               |

| Títol de la campanya publicitaria | País |
| --------------------------------- | ---- |
| "The thalé blanc"                 | EEUU |